# Marek Oziewicz
Marek Oziewicz (ur. 19 maja 1970 we Wrocławiu) – polski anglista i literaturoznawca, doktor nauk humanistycznych. Zajmuje się literaturą fantasy, głównie dla młodego czytelnika. Jedyny polski laureat Nagrody Mythopoeic.

## Życiorys
W 1996 ukończył studia anglistyczne na Uniwersytecie Wrocławskim. W 2000 obronił pracę doktorską o Opowieści Narnijskich C.S. Lewisa. Był współzałożycielem i kierownikiem Pracowni Anglojęzycznej Literatury Dziecięcej i Młodzieżowej przy Instytucie Filologii Angielskiej Uniwersytetu Wrocławskiego, w latach 2020-2024 zasiada w Radzie Naukowej Centrum. Był stypendystą Fulbrighta i Fundacji Kościuszkowskiej. Obecnie zajmuje stanowisko Sidney and Marguerite Henry Professor of Children’s and Young Adult Literature, Fellow, Institute on the Environment na Uniwersytecie Minnesoty. 

### Życie prywatne
Ma żonę i dwóch synów.

## Publikacje
- Dżalaluddin Rumi Wybór Poezji (2004, Miniatura; tłumaczenie zbioru wierszy)
- Magiczny Urok Narnii. Poetyka i Filozofia „Opowieści z Narnii” C. S. Lewisa (2005, Universitas)
- Tęsknota. Wiersze, przypowieści i listy Dżalaluddina Rumiego (2005, Cztery Rzeki)
- Towards or Back to Human Values? Spiritual and Moral Dimension of Contemporary Fantasy (2006, Cambridge Scholars Press; współred. J. Deszcz-Tryhubczak)
- Considering Fantasy: Ethical, Didactic and Therapeutic Aspects of Fantasy in Literature and Film (2007, ATUT; współred. J. Deszcz-Tryhubczak)
- One Earth, One People: The Mythopoeic Fantasy Series of Ursula K. Le Guin, Lloyd Alexander, Madeleine L’Engle and Orson Scott Card (2008, McFarland)
- Relevant across Cultures: Visions of Connectedness and Earth Citizenship in Modern Fantasy for Young Readers (2009, ATUT; współred. J. Deszcz-Tryhubczak, A. Zarzycka)
- Exploring the Benefits of the Alternate History Genre (2011, Wydawnictwo Wyższej Szkoły Filologicznej we Wrocławiu; współaut. J. Deszcz-Tryhubczak)
- Crime and the Fantastic. A thematic issue of Fastitocalon: Studies in Fantasticism Ancient and Modern IV 1&2. (2014, WVT Wissenschaftlicher Verlag Trier; współred. D.D. Hade)
- Justice in Young Adult Speculative Fiction: A Cognitive Reading (2015, Routledge)
- Fantasy and Myth in the Anthropocene: Imagining Futures and Dreaming Hope in Literature and Media (2022, Bloomsbury Academic; współaut. Brian Attebery i Tereza Dedinová)[5]

Źródło:

## Nagrody
- Nagroda Mythopoeic (2010) za One Earth, One People: The Mythopoeic Fantasy Series of Ursula K. Le Guin, Lloyd Alexander, Madeleine L’Engle and Orson Scott Card